# Mohamed Lahouaiej-Bouhlel
Mohamed Salmene Lahouaiej-Bouhlel (phát âm tiếng Pháp: [mɔamɛd lauɛʒ bulɛl]; tiếng Ả Rập: محمد لحويج بوهلال Muḥammad Laḥwiyyij-Būhlāl; 3 tháng 1 năm 1985 – 14 tháng 7 năm 2016) trong đó anh ta lái một chiếc xe tải vào đám đông kỷ niệm Ngày Bastille trên Promenade des Anglais ở Nice, Pháp, giết chết 86 người và làm bị thương 458. Ngay sau vụ tấn công, Lahouaiej-Bouhlel đã bị bắn chết theo báo cáo của các sĩ quan cảnh sát Pháp.

## Đời sống
Lahouaiej-Bouhlel sinh ra ở M'saken, Tunisia, một thị trấn nhỏ cách thành phố ven biển Sousse khoảng 10 km (6 dặm). Theo báo cáo của cảnh sát, anh ta đã có giấy phép cư trú tại Pháp và chuyển đến Nice năm 2005, nơi anh ta làm tài xế xe tải giao hàng. Anh ta được đào tạo về võ thuật, thường xuyên lui tới các câu lạc bộ đêm salsa và có "đời sống tình dục không bị kiểm soát". Lahouaiej-Bouhlel đã kết hôn, và có ba đứa con, nhưng đang trong quá trình ly hôn. Anh ta được báo cáo là gặp khó khăn về tài chính và đã từng làm tài xế, xin giấy phép xe tải chưa đầy một năm trước vụ tấn công. Vào tháng 1 năm 2016, anh ngủ thiếp đi trên bánh xe tải và sau đó bị sa thải.
Cha mẹ anh ta đã ly dị. Cha của anh, sống ở thị trấn quê hương của gia đình, nói với một hãng tin quốc tế rằng Lahouaiej-Bouhlel bị trầm cảm, uống rượu và là một người sử dụng ma túy: "Từ năm 2002 đến 2004, anh ấy gặp vấn đề gây suy nhược thần kinh. tức giận và anh ta hét lên... anh ta sẽ phá vỡ bất cứ thứ gì anh ta thấy trước mặt anh ta." Rabeb, em gái của Lahouel-Bouhlel nói rằng gia đình anh ta đã giao tài liệu cho cảnh sát cho thấy anh ta đã gặp các nhà tâm lý học trong nhiều năm. Cha và em trai ông khăng khăng rằng cuộc tấn công "không liên quan gì đến tôn giáo", nói rằng Lahouaiej-Bouhlel không cầu nguyện và không bao giờ quan sát tháng chay Ramadan. Anh trai của anh ta tuyên bố rằng Lahouaiej-Bouhlel không biết mọi người, không bao giờ gửi quà cho gia đình và không bao giờ nói xin chào. Anh kết hôn với một người anh em người Pháp gốc Tunisia, sống ở Nice, người có ba đứa con. Theo luật sư của vợ, anh ta liên tục bị báo cáo bạo hành gia đình và hai vợ chồng ly thân.
Thời báo Ấn Độ mô tả Lahouaiej-Bouhlel là "không ổn định về tinh thần", với cuộc sống cá nhân đầy biến động, bao gồm sử dụng ma túy và tiêu thụ nội dung bạo lực trực tuyến. Cảnh sát kiểm tra điện thoại của anh tiết lộ những gì Sky News mô tả là "chuỗi" mối quan hệ với cả nam và nữ, bao gồm cả chuyện ngoại tình với một người đàn ông 73 tuổi.
Trong những ngày trước cuộc tấn công, Lahouaiej-Bouhlel đã để râu mọc và nói với mọi người "ý nghĩa của bộ râu này là tôn giáo". Chính quyền Pháp tuyên bố rằng Lahouaiej-Bouhlel chỉ thể hiện niềm đam mê tôn giáo gần đây; "Mohamed chỉ bắt đầu viếng thăm một nhà thờ Hồi giáo vào tháng 4", một nhân chứng tuyên bố. Điều tra viên người Pháp, François Mulins tuyên bố "Bouhlel đã bày tỏ sự ủng hộ đối với Nhà nước Hồi giáo."
Molins cũng nhận thấy rằng từ ngày 1 tháng 7, Lahouaiej-Bouhlel đã thực hiện ít nhiều các tìm kiếm trên Internet hàng ngày cho các câu thơ của kinh Koran và "nasheed" -. Ông cũng nghiên cứu về ngày lễ Hồi giáo của Eid al-Fitr. Các nhà điều tra đã tìm thấy hình ảnh của xác chết và hình ảnh liên quan đến Hồi giáo cực đoan trên máy tính của anh ta, bao gồm cờ của Nhà nước Hồi giáo, trang bìa của tạp chí châm biếm Pháp Charlie Hebdo - đã bị các tay súng tấn công vào tháng 1 năm 2015 - và ảnh của Osama bin Laden và chiến binh thánh chiến người Algeria, Mokhtar Belmokhtar. Anh ta cũng nói với bạn bè rằng anh ta không hiểu tại sao IS không thể giữ lãnh thổ và cho họ xem một đoạn video chặt đầu trên điện thoại di động của anh ta. Đáp lại cú sốc của họ, anh nói rằng anh đã "quen với điều đó". Ngoài ra, ông đã tìm kiếm trên Internet các cụm từ "tai nạn chết người khủng khiếp", "tai nạn chết người khủng khiếp" và "video gây sốc, không dành cho những linh hồn nhạy cảm" và tham khảo các bài báo tin tức về tai nạn chết người, bao gồm vào ngày 1 tháng 1 năm 2016 một bài báo hoặc một bức ảnh từ một tờ báo địa phương về một sự cố xe hơi với chú thích: "Anh ta cố tình đâm vào sân thượng của một nhà hàng".
Theo báo cáo phương tiện truyền thông, Lahouaiej-Bouhlel được cảnh sát biết đến vì năm tội hình sự trước đó, đáng chú ý là về bạo lực vũ trang. Vào ngày 27 tháng 1 năm 2016, anh ta bị quản chế vì tấn công một người lái xe bằng pallet gỗ sau một vụ tai nạn giao thông. Ông đã bị kết án vào ngày 24 tháng 3 năm 2016 và bị phạt tù sáu tháng về tội bạo lực với vũ khí. Lahouaiej-Bouhlel đã bị bắt lần cuối chưa đầy một tháng trước vụ tấn công sau một vụ tai nạn giao thông mà anh ta đã ngủ quên tại bánh xe, và anh ta vẫn phải chịu sự giám sát của tư pháp. Tuy nhiên, ông không được đăng ký là một rủi ro an ninh quốc gia (fiche "S") với chính quyền Pháp.
Các báo cáo nói rằng Lahouaiej-Bouhlel thường đến thăm Tunisia, nói rằng lần cuối cùng anh làm như vậy là tám tháng trước vụ tấn công.